# Wynyard Village
Wynyard Village – osada w Anglii, w Durham, w dystrykcie (unitary authority) Stockton-on-Tees. Leży 22 km od miasta Durham. W 2015 miejscowość liczyła 2593 mieszkańców.